# Raïon de Grakhovo
Le raïon de Grakhovo (russe : Гра́ховский райо́н; oudmourte : Грах ёрос, Grah joros) est un raïon de la république d'Oudmourtie en Russie,.

## Présentation
La superficie du raïon de Grakhovo est de 967,7 km2.
Le raïon est situé dans la partie sud-ouest de l'Oudmourtie. À l'ouest, il est voisin du raïon de  Kizner, au nord du raïon de Mojga et à l'est du raïon d'Alnachi, et au sud du Tatarstan.
La partie orientale de la région est située dans les hautes terres de Mojga et la partie occidentale dans la vallée de la rivière Umjak. 60 % de la superficie est constituée de terres agricoles et 35 % de forêts. 
le village de Grahovo est le centre administratif du raïon et se trouve à 160 kilomètres d'Ijevsk, la capitale de la république .
Environ 42,3 % des habitants sont russes , 36,6 % oudmourtes, 10,9 % tchouvaches, 6,1 % maris et 3,3 % Kryashens.
L'activité principale est l'agriculture, qui se concentre sur la production de lait et de viande et la culture de céréales. Le forage pétrolier est également pratiqué dans la région.
Le journal local, en langue russe, est le Selskaja Nov.
Le raïon est traversé par la Р320,.

## Démographie
La population du raïon de Grakhovo a évolué comme suit:
| 1959   | 1970   | 1979   | 1989   | 2002   |
| ------ | ------ | ------ | ------ | ------ |
| 22 631 | 17 372 | 16 401 | 11 699 | 10 879 |

| 2009   | 2015  | 2019  | 2021  | - |
| ------ | ----- | ----- | ----- | - |
| 10 110 | 8 544 | 7 974 | 8 805 | - |